# Pointe du Ruault
La pointe du Ruault ou pointe du Ruaud est une presqu'île du golfe du Morbihan, sur la commune de Sarzeau (Morbihan).

## Géographie
Située sur la presqu'île de Rhuys, la pointe du Ruault s'étend dans l'axe nord-sud. Elle est longue d'environ 600 mètres, sur 400 mètres de largeur. Elle fait face à l'île des Œufs, une des nombreuses îles du golfe du Morbihan, qui est située 480 mètres au nord. 